# Paulo Antonio Nunes
Paulo Antonio Nunes, mais conhecido simplesmente por Paulo Nunes, é um ex-jogador de futebol de salão brasileiro que jogava na posição de ala.
Fez parte da Seleção Brasileira de Futebol de Salão na época em que o esporte era regido pelas antigas regras da FIFUSA, ajudando a equipe a sagrar-se Campeã Mundial de Futebol de Salão, em 1985.